# Sonic Syndicate
A Sonic Syndicate egy Falkenbergből, Svédországból származó melodikus death metalt/metalcore-t játszó együttes. 2000-ben alakult akkor még Tunes of Silence néven, majd 2002-ben Fallen Angelsre változtatták, 2005-ben pedig végül felvették jelenlegi nevüket. A svéd melodikus death metal nagy zenekarai, mint például az In Flames és a Soilwork nagy hatással vannak zenéjükre.

## Történet

### Korai évek
A Sonic Syndicate-et 2000-ben alapította Tunes of Silence néven Richard, Roger és Robin Sjunnesson. 2002-ben megváltoztatták nevüket Fallen Angels-re. Ezen a néven felvettek három demót: a Fall Heaven-t, a Black Lotus-t és az Extinction-t. 2005-ben szerződést írtak alá a Pivotal Rockordings-szel, és megváltoztatták nevüket Sonic Syndicate-re, majd felvették a bemutatkozó stúdióalbumukat, az Eden Fire-t.
Az együttes végigturnézta szülőföldjüket az albummal. 2006 február elején az Avatarral folytatott közös körútjuk alatt Kristoffer Bäcklund dobos elhagyta a csapatot. A pótlását bejelentették, John Bengtsson vette át a helyét. Miután a csapat befejezte a turnét,  demókon kezdett el dolgozni kora márciusban az új anyaghoz.

### Nuclear Blast és új anyag
2006 nyarán az együttes beszállt egy versenybe, amit a Nuclear Blast tartott. Több, mint 1500 versenyező együttesből a Sonic Syndicate megnyerte két másik együttessel közösen, így kiadót válthattak. Novemberben, a Black Lounge Studios-ban, Jonas Kjellgrennel (Scar Symmetry gitárosa) vették fel az Eden Fire folytatását, az Only Inhuman-t, mely 2007 május 18-án jelent meg. A csapat Patric Ullaeus híres producerrel készített egy videót, a "Denied" című számukhoz, majd később az "Enclave"-et is filmre vitték.
A Sonic Syndicate énekesei, Richard Sjunnesson és Roland Johansson énekeltek egy összeállítás albumon, a Nuclear Blast Allstar színeiben, sok más híres zenésszel (pl. Anders Fridennel az In flames-ből). Az együttes játszott a 2007-es Wacken Open Air Festival-on.

### Love and Other Disasters
2008 márciusában Jonas Kjellgren Black Lounge nevű stúdiójában elkezdték rögzíteni a következő albumot. A Revolver magazin 2008. júniusi számában Karin Axelssont, a zenekar basszusgitárosát a "Hottest Chicks in Metal", azaz a "metal zene legdögösebb csajai" közé válogatta be. A Love and Other Disasters album 2008 szeptemberében jelent meg.

### Új énekes, Rebellion, új stúdióalbum
2009. március 30-án (így sokak által áprilisi tréfának vélten) bejelentették, hogy Roland Johansson énekes személyes okokra hivatkozva kilép a zenekarból. Augusztus 24-én Nathan James Biggs-et (korábban The Hollow Earth Theory) mutatták be Roland utánpótlásaként. Az első dalaikat az új énekessel november 6-án adták ki a Rebellion kislemez keretein belül, amin két szám szerepel "Rebellion in Nightmareland" és "Burn This City" címekkel. A lemezt két formában, az előző albumukkal egybekötött "Rebellion Pack" formában és külön kislemezként is kiadták. A zenekar következő stúdiólemeze 2010 júliusában jelent meg "We Rule The Night" címmel.
Az első kislemez az albumról, a "Revolution, Baby" május 5-én került bemutatásra a Bandit Rock nevű svéd rádióban, majd a klipet május 7-én publikálták.

### Szünet
2011 szeptemberében Roger Sjunnesson egy interjúban bejelentette, hogy a zenekar szünetelni fog, határozatlan időre. Roger a másik projektjével, a The Unguided-dal foglalkozik, Nathan Finnországban maradt a barátnőjével, és a Metal Hammer magazinba készít kritikákat. John nemrég házasodott, Karin pedig tanulmányait folytatja.

## Tagok
Jelenlegi felállás
- Nathan J. Biggs – vokál (2009-től)
- Roger Sjunnesson - szólógitár (2002-től)
- Robin Sjunnesson – ritmusgitár, háttérvokál (2002-től)
- Karin Axelsson – basszusgitár, háttérvokál (2004-től)
- John Bengtsson – dob (2006-tól)

Korábbi tagok
- Roland Johansson - vokál (2006-2009)
- Andreák Mårtensson – billentyűk (2002-2006)
- Kristoffer Bäcklund – dob és vokál (2002-2006)
- Richard Sjunnesson - vokál (2002-2010)

## Diszkográfia

### Stúdióalbumok
- Eden Fire (2005)
- Only Inhuman (2007)
- Love and Other Disasters (2008)
- We Rule The Night (2010)
- Sonic Syndicate (2014)
- Confessions (2016)

### Kislemezek
- Soulstone Splinter (2005)
- Denied (2007)
- Enclave (2007)
- Jack of Diamonds (2008)
- My Escape (2008)
- Power Shift (2009)
- Burn This City (2009)
- Contradiction (2009)
- Revolution, Baby (2010)
- My Own Life (2010)
- Turn It Up (2010)

### Demók
Mindhárom demót még Fallen Angels néven vették fel.
- Fall from Heaven (2003)
- Black Lotus (2003)
- Extinction (2004)